# Adonisea walsinghami
Adonisea walsinghami är en fjärilsart som beskrevs av Edwards 1881. Adonisea walsinghami ingår i släktet Adonisea och familjen nattflyn. Inga underarter finns listade i Catalogue of Life.